# Ancepaspis striata
Ancepaspis striata är en insektsart som beskrevs av Brimblecombe 1959. Ancepaspis striata ingår i släktet Ancepaspis och familjen pansarsköldlöss. Inga underarter finns listade i Catalogue of Life.